# 詹子庆
詹子庆（1937年11月1日—2019年2月12日），江苏扬州人，中国先秦史学家，东北师范大学原副校长、历史文化学院资深教授。1961年7月毕业于东北师范大学历史系，后留校任教。